# 24 часа Ле-Мана 2015

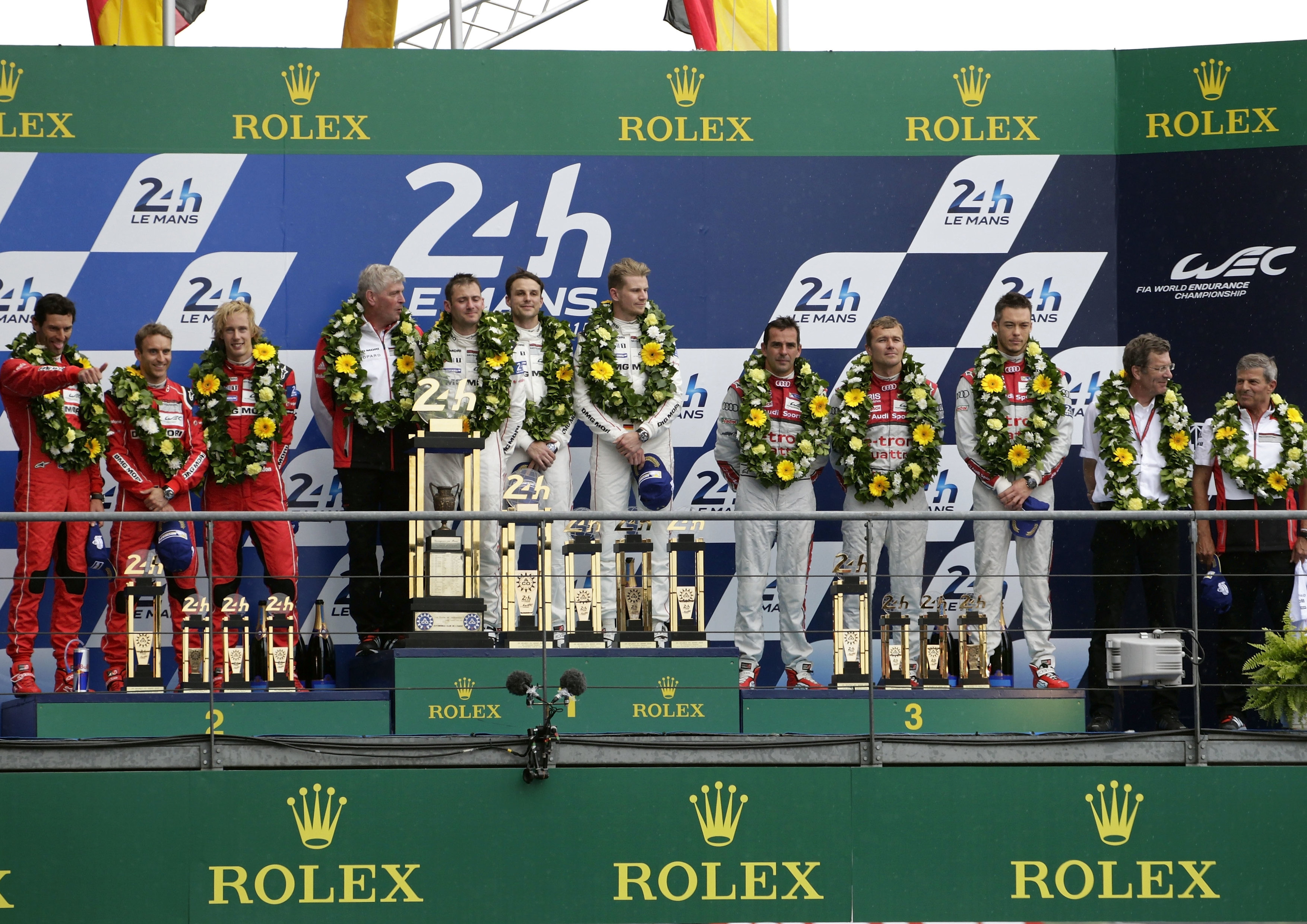
Подиум в общем зачёте

24 часа Ле-Мана 2015 (фр. 24 Heures du Mans 2015) — 83-я по счёту автомобильная гонка на выносливость, организованная Западным автомобильным клубом, которая состоялась 13—14 июня 2015 года на трассе Ле-Ман неподалёку от одноимённого города во Франции, являющаяся также третьим этапом чемпионата мира по автогонкам на выносливость. В гонке довольно неожиданно победил третий экипаж Porsche, заявленный только на две гонки в Спа и Ле-Мане, в составе Нико Хюлькенберга, Эрла Бамбера и Ника Тэнди, для которых победа стала первой в карьере. Хюлькенберг и Бамбер стали первыми с 1998 года дебютантами, а Хюлькенберг — ещё и первым с 1991 года действующим пилотом Формулы-1, победившими в гонке. Для Porsche эта победа стала 1-й с 1998 года и 17-й за все время выступления в Ле-Мане. Помимо достижения Porsche, были также побиты рекорды времени прохождения круга как во время квалификации, так и в гонке.

## Изменения в трассе и правилах
Перед гонкой 2015 года были внесены изменения в правила медленной зоны. Максимальная скорость была увеличена с 60 до 80 км/ч, а количество участков, на которые разбита трасса, возросло с 19 до 35. Была установлена новая система световой сигнализации. По результатам расследования аварии в Спа, в которой серьёзно пострадал Кадзуки Накадзима, было внесено изменение в технический регламент: на прототипах должны быть установлены дополнительные мигающие габаритные огни.
Был изменён участок трассы между поворотами Мюльсан и Корвет. Была расширена дорога, соединяющая повороты Мюльсан, Индианаполис и Порше в то время, как поребрики остались на прежних местах. В первой части поворотов Порше были расширены зоны безопасности и установлены барьеры SAFER. В повороте Корвет были оборудованы гравийные ловушки.

## Заявки

### Автоматические заявки
Автоматически на гонку были приглашены победители предыдущего года в своих классах, а также победители и некоторые команды, занявшие второе место, в Объединённом чемпионате спорткаров, Европейской и Азиатской серии Ле-Ман. Автоматические приглашения также получили все команды, принимавшие участие в 2015 году на полном расписании в чемпионате мира по автогонкам на выносливость. Команды, принявшие автоматическое приглашение, могут выступать на другой технике, но не имеют права переходить в другой класс. Исключение сделано для команд, выступавших в Европейской серии Ле-Ман в классе LMGTE, которые могли выбирать между классами LMGTE Pro и Am.
15 декабря 2014 года был оглашён список автоматических приглашений:
| Основание для приглашения                     | LMP1                  | LMP2                  | LM GTE Pro | LM GTE Am           |
| 1-й в гонке 24 часа Ле-Мана                   | Audi Sport Team Joest | Jota Sport            | AF Corse   | Aston Martin Racing |
| 1-й в Европейской серии Ле-Ман                |                       | Signatech Alpine      | SMP Racing | SMP Racing          |
| 2-й в Европейской серии Ле-Ман                |                       |                       | AF Corse   | AF Corse            |
| 1-й в Европейской серии Ле-Ман в классе GTC   |                       |                       |            | SMP Racing          |
| Участники Объединённого чемпионата спорткаров |                       | Wayne Taylor Racing   |            | Scuderia Corsa      |
| 1-й в Азиатской серии Ле-Ман                  |                       | OAK Racing Team Total |            | Team AAI            |
| 2-й в Азиатской серии Ле-Ман                  |                       |                       |            | Team AAI            |

### Список участников
Вместе со списками участников Чемпионата мира по гонкам на выносливость и Европейской серии Ле-Ман был оглашён и список участников гонки (56 основных и 7 резервных). Заявки были распределены следующим образом: 35 — для участников Чемпионата мира по автогонкам на выносливость, 13 — для участников Европейской серии Ле-Ман, 3 — для участников Объединённого чемпионата спорткаров, 2 — для участников Азиатской серии Ле-Ман, 3 — на конкурсной основе для команд, подавших заявки только на участие в 24 часах Ле-Мана.

### Запасные
Первоначально было определено семь запасных в классах LMP2 и LMGTE Am. Algarve Pro Racing отозвала свою заявку и была исключена из числа запасных в классе LMP2. Riley Motorsports была включена в число участников после того, как первый экипаж SARD-Morand снялся с соревнований. К началу гонки в списке запасных оставалось пять экипажей: вторые экипажи KCMG и Ibañez в классе LMP2, третий экипаж Proton Porsche, Formula Racing Ferrari и Gulf Racing Porsche в классе LMGTE Am.

## Тесты и свободная практика
Тесты прошли 31 мая. В них приняли участие все 56 основных участников и запасные из команд KCMG Oreca-Nissan, Ibañez Oreca-Nissan, Gulf Racing Porsche и Formula Racing Ferrari. Помимо них в тестах также участвовали два автомобиля Ginetta класса LMP3 и два автомобиля AF Corse Ferrari. Тесты прошли при переменной погоде: несколько раз начинался и прекращался дождь. Вначале лучшее время (3:21.945) установил Нил Яни на Porsche № 18, но затем Брендон Хартли Porsche № 17 улучшил результат до 3:21.061. Лучшим результатом Audi стали 3:22.307, показанные Марко Бонаноми на автомобиле № 9, лучшим результатом Toyota — 3:25.321. Лауренс Вантор на OAK Ligier-Honda № 37 показал лучшее время в классе LMP2, Даррен Тернер на Aston Martin № 97 — в классе LMGTE Pro, Педру Лами на Aston Martin № 98 — в классе LMGTE Am. На тестах состоялся официальный дебют трёх Nissan GT-R LM Nismo, и сразу стало ясно, что конкурировать с другими автомобилями в классе LMP1 они не смогут.
4-часовая свободная практика состоялась в среду во второй половине дня снова при переменных погодных условиях. Лучший результат (3:21.362) показал Марк Уэббер на Porsche № 17, самым быстрым на Audi стал Лоик Дюваль с 3:21.950. В классе LMP2 Ричард Брэдли на KCMG № 47 с результатом 3:39.897 стал единственным гонщиком в своём классе, которому удалось выйти из 3:40, опередив на 1 секунду OAK Ligier-Honda № 34. Свободная практика дважды прерывалась красными флагами: первый раз — когда автомобиль KCMG остановился в первой шикане на прямой Мюльсан, во второй раз — когда Murphy Prototypes по управлением Марка Паттерсона закрутило в поворотах Порше и он врезался в ограждение трассы. В классе LMGTE Pro лучший результат показал Ричи Стэневей на Aston Martin № 99 (3:55.895), за которым шли Corvette № 64 и Aston Martin № 97, в классе LMGTE Am — Матиас Лауда на Aston Martin № 98, на 2 секунды опередивший оба Porsche команды Proton.

## Квалификация
Первая часть квалификационных заездов прошла при сухой погоде. И сразу же был побит рекорд прохождения круга во время квалификационного заезда в текущей конфигурации трассы. В своей первой же попытке Тимо Бернхард на Porsche № 17 прошёл круг за 3:17.767, улучшив время 2008 года приблизительно на 1 с. Вслед за ним Нил Яни на Porsche № 18 показал результат 3:16.887. До завершения квалификационной сессии никому больше не удалось улучшить время, и Porsche № 18 занял промежуточный поул, следующие два места также заняли представители Porsche. Дальше расположилась Audi: лучшее время Лоика Дюваля было приблизительно на три секунды хуже времени поула. Лучший представитель Toyota Стефан Сарразан приблизительно на две секунды отстал от Audi. Лучшее время Nissan составило 3:38.468, что было на 20 с хуже времени поула.
Лучшее время в классе LMP2 (3:38.032) в самом начале сессии показал Ричард Брэдли из KCMG, примерно на секунду опередив Greaves Motorsport. Позже квалификационная сессия была прервана красными флагами после того, как новичок гонки Гаэтан Палету на Greaves Motorsport врезался в ограждение трассы в повороте Мюльсан. В обоих классах LMGTE лидерство захватила Aston Martin Racing: Ричи Стэневей показал лучшее время в классе LMGTE Pro (3:54.928), а Педру Лами — лучшее время в классе LMGTE Am и второе обоих классах (3:55.102). Джанмария Бруни занимал третье место, но потом его лучший круг был аннулирован, так как он во время квалификационной попытки выехал за пределы трассы. После этого автомобили Aston Martin заняли первые четыре места в обоих классах LMGTE, а лучшим среди автомобилей других производителей стал Corvette.
Первоначальный прогноз погоды на четверг, предсказывавший дождь, оказался ошибочным. Обе квалификационные сессии прошли при жаркой и влажной погоде. Ник Тэнди на Porsche показал лучшее время сессии 3:18.862, но это позволило ему только занять третье место. Кроме него в первой десятке своей результат улучшил только Audi № 7. Лучший результат в классе LMP2 показан командой TDS Racing, но он на две секунды хуже времени, показанного KCMG во время первой сессии. Квалификационная сессия прерывалась дважды. Сначала Дункан Кэмерон на Ferrari № 55 застрял в гравийной ловушке и простоял 15 минут. Затем Ян Магнуссен на Corvette № 63 из-за заклинившей педали управления дроссельной заслонкой дважды врезался в ограждение трассы в поворотах Порше. Восстановление барьеров заняло оставшееся время квалификационной сессии, поэтому третья квалификация началась на полчаса раньше. Corvette № 63 из-за повреждения не смог продолжить участие в гонке.
К началу третьей сессии температура упала и более трети экипажей смогли улучшить свои результаты, но Яни так и остался на поул-позиции. Лучше время сессии показал Audi № 7 3:20.967 было на 4 с хуже времени поула. Все три автомобиля Nissan улучшили свои результаты, сократив отставание от ближайших конкурентов в классе LMP1 до одной секунды. G-Drive № 26, показав лучшее время в третьей сессии в своём класса, занял второе место на стартовой решётке позади KCMG и впереди Greaves. AF Corse № 51 оправившись после неудачи в первой сессии, также показала лучший результат, заняв второе место с отставанием от поул-позиции в классе на одну десятую секунды. Другая AF Corse также улучшила результат и заняла четвёртое место. Aston Martin Racing № 98 завоевал поул-позицию в классе LMGTE Am, на 1,5 с опередив AF Corse № 83, занявший второе место. SMP Racing № 72, показав лучшее время во второй и третьей сессиях, занял третье место. Сессия была прервана почти на полчаса из-за пожара Team AAI № 67.
Завоёванная Porsche поул-позиция стала шестой подряд на этапах чемпионата мира по автогонкам на выносливость, начиная с 6 часов Шанхая 2014 года, и первой в Ле-Мане, начиная с 1997 года.

### Результаты квалификации
Команды, занявшие поул-позиции в своих классах, выделены полужирным начертанием. Быстрейший круг выделен серым.
| Позиция | Класс     | Номер | Команда                   | 1-я квалификация | 2-я квалификация | 3-я квалификация | Разница с быстрейшим результатом | Позиция на стартовой решётке |
| ------- | --------- | ----- | ------------------------- | ---------------- | ---------------- | ---------------- | -------------------------------- | ---------------------------- |
| 1       | LMP1      | 18    | Porsche Team              | 3:16.887         | 3:20.974         | 3.21.119         |                                  | 1                            |
| 2       | LMP1      | 17    | Porsche Team              | 3:17.767         | 3:20.980         | 3:21.065         | +0.880                           | 2                            |
| 3       | LMP1      | 19    | Porsche Team              | 3:19.297         | 3:18.862         | 3:22.097         | +1.975                           | 3                            |
| 4       | LMP1      | 8     | Audi Sport Team Joest     | 3:19.866         | 3:21.681         | 3:22.678         | +2.979                           | 4                            |
| 5       | LMP1      | 7     | Audi Sport Team Joest     | 3:21.839         | 3:20.561         | 3:20.967         | +3.674                           | 5                            |
| 6       | LMP1      | 9     | Audi Sport Team Joest     | 3:21.081         | 3:22.494         | 3:20.997         | +4.110                           | 6                            |
| 7       | LMP1      | 2     | Toyota Racing             | 3:23.543         | 3:26.380         | 3:23.738         | +6.656                           | 7                            |
| 8       | LMP1      | 1     | Toyota Racing             | 3:23.767         | 3:25.233         | 3:24.562         | +6.880                           | 8                            |
| 9       | LMP1      | 12    | Rebellion Racing          | 3:26.874         | 3:28.745         | 3:28.053         | +9.987                           | 9                            |
| 10      | LMP1      | 13    | Rebellion Racing          | 3:31.933         | 3:38.044         | 3:28.930         | +12.043                          | 10                           |
| 11      | LMP1      | 4     | Team ByKolles             | 3:40.368         | 3:36.825         | 3:37.167         | +19.938                          | 29                           |
| 12      | LMP1      | 22    | Nissan Motorsports        | 3:41.400         | 3:42.230         | 3:36.995         | +20.108                          | 30                           |
| 13      | LMP1      | 23    | Nissan Motorsports        | 3:38.468         | 3:38.954         | 3:37.291         | +20.404                          | 31                           |
| 14      | LMP2      | 47    | KCMG                      | 3:38.032         | 3:40.624         | 3:39.147         | +21.145                          | 11                           |
| 15      | LMP1      | 21    | Nissan Motorsports        | 3:51.289         | 3:39.992         | 3:38.691         | +21.804                          | 32                           |
| 16      | LMP2      | 26    | G-Drive Racing            | 3:39.867         | 3:47.713         | 3:38.939         | +22.052                          | 12                           |
| 17      | LMP2      | 41    | Greaves Motorsport        | 3:38.958         | 3:44.123         | 3:41.722         | +22.071                          | 13                           |
| 18      | LMP2      | 38    | Jota Sport                | 3:39.004         | 3:45.770         | 3:40.920         | +22.117                          | 14                           |
| 19      | LMP2      | 36    | Signatech Alpine          | 3:40.438         | 3:41.477         | 3:39.699         | +22.812                          | 15                           |
| 20      | LMP2      | 46    | Thiriet by TDS Racing     | 3:39.923         | 3:40.441         | 3:39.805         | +23.036                          | 16                           |
| 21      | LMP2      | 34    | OAK Racing                | 3:40.058         | 3:43.853         | 3:40.078         | +23.171                          | 17                           |
| 22      | LMP2      | 48    | Murphy Prototypes         | 3:44.513         | 3:41.827         | 3:40.690         | +23.803                          | 18                           |
| 23      | LMP2      | 28    | G-Drive Racing            | 3:40.967         | 3:46.504         | 3:42.053         | +24.080                          | 19                           |
| 24      | LMP2      | 43    | Team SARD Morand          | 3:42.015         | Без времени      | 3:41.250         | +24.363                          | 20                           |
| 25      | LMP2      | 29    | Pegasus Racing            | 3:42.023         | 3:43.824         | 3:43.850         | +25.136                          | 21                           |
| 26      | LMP2      | 27    | SMP Racing                | 3:42.077         | 3:54.065         | 3:43.729         | +25.190                          | 22                           |
| 27      | LMP2      | 42    | Strakka Racing            | 3:42.237         | 3:44.704         | 3:43.750         | +25.350                          | 23                           |
| 28      | LMP2      | 37    | SMP Racing                | 3:42.417         | 3:52.383         | 3:43.549         | +25.530                          | 24                           |
| 29      | LMP2      | 30    | Extreme Speed Motorsports | 3:44.675         | 3:42.862         | 3:42.453         | +25.566                          | 25                           |
| 30      | LMP2      | 31    | Extreme Speed Motorsports | 3:46.165         | 3:44.631         | 3:46.585         | +27.744                          | 26                           |
| 31      | LMP2      | 40    | Krohn Racing              | 3:44.899         | 3:44.854         | 3:45.491         | +27.967                          | 27                           |
| 32      | LMP2      | 45    | Ibañez Racing             | 3:45.450         | Без времени      | 3:48.220         | +28.463                          | 33                           |
| 33      | LMP2      | 35    | OAK Racing                | 3:52.843         | 3:59.244         | 3:53.995         | +35.956                          | 28                           |
| 34      | LMGTE Pro | 99    | Aston Martin Racing V8    | 3:54.928         | 3:59.263         | 3:57.041         | +38.041                          | 34                           |
| 35      | LMGTE Pro | 51    | AF Corse                  | 3:59.815         | 3:57.503         | 3:55.025         | +38.138                          | 35                           |
| 36      | LMGTE Am  | 98    | Aston Martin Racing       | 3:55.102         | 4:00.110         | 3:59.081         | +38.215                          | 36                           |
| 37      | LMGTE Pro | 97    | Aston Martin Racing       | 3:55.466         | 3:57.447         | 3:57.219         | +38.579                          | 37                           |
| 38      | LMGTE Pro | 71    | AF Corse                  | 3:57.216         | 3:58.398         | 3:55.582         | +38.695                          | 54                           |
| 39      | LMGTE Pro | 95    | Aston Martin Racing       | 3:55.783         | 3:58.983         | 3:55.848         | +38.896                          | 38                           |
| 40      | LMGTE Pro | 63    | Corvette Racing-GM        | 3:55.963         | 3:59.754         | Не участвовал    | +39.076                          | НС                           |
| 41      | LMGTE Pro | 91    | Porsche Team Manthey      | 3:57.192         | 3:57.843         | 3:56.618         | +39.731                          | 39                           |
| 42      | LMGTE Am  | 83    | AF Corse                  | 3:56.723         | 4:03.641         | 3:57.844         | +39.836                          | 40                           |
| 43      | LMGTE Am  | 72    | SMP Racing                | 3:57.271         | 3:58.837         | 3:56.877         | +39.990                          | 41                           |
| 44      | LMGTE Pro | 92    | Porsche Team Manthey      | 3:57.667         | 3:58.721         | 3:56.922         | +40.035                          | 42                           |
| 45      | LMGTE Pro | 64    | Corvette Racing-GM        | 3:57.081         | 4:00.025         | 3:58.689         | +40.194                          | 43                           |
| 46      | LMGTE Am  | 53    | Riley Motorsport-TI Auto  | 3:59.054         | 4:01.501         | 3:57.836         | +40.949                          | 44                           |
| 47      | LMGTE Am  | 77    | Dempsey-Proton Racing     | 3:58.822         | 4:08.157         | 3:57.842         | +40.955                          | 45                           |
| 48      | LMGTE Am  | 88    | Abu Dhabi-Proton Racing   | 3:58.259         | 4:02.361         | 3:58.771         | +41.372                          | 46                           |
| 49      | LMGTE Am  | 55    | AF Corse                  | 3:59.091         | 4:03.765         | 3:58.433         | +41.546                          | 47                           |
| 50      | LMGTE Am  | 61    | AF Corse                  | 4:02.544         | 4:00.311         | 3:58.695         | +41.808                          | 48                           |
| 51      | LMGTE Am  | 62    | Scuderia Corsa            | 3:58.946         | 4:05.332         | 4:03.162         | +42.059                          | 49                           |
| 52      | LMGTE Am  | 50    | Larbre Compétition        | 3:59.522         | 4:02.871         | 3:59.566         | +42.635                          | 50                           |
| 53      | LMGTE Am  | 66    | JMW Motorsport            | 4:00.551         | 4:03.881         | 3:59.612         | +42.725                          | 51                           |
| 54      | LMGTE Am  | 96    | Aston Martin Racing       | 4:01.160         | 4:04.193         | 4:01.146         | +44.259                          | 52                           |
| 55      | LMGTE Am  | 68    | Team AAI                  | 4:03.117         | 4:02.789         | 4:01.243         | +44.356                          | 55                           |
| 56      | LMGTE Am  | 67    | Team AAI                  | 4:04.827         | 4:05.137         | 4:01.270         | +44.383                          | 53                           |

## Гонка

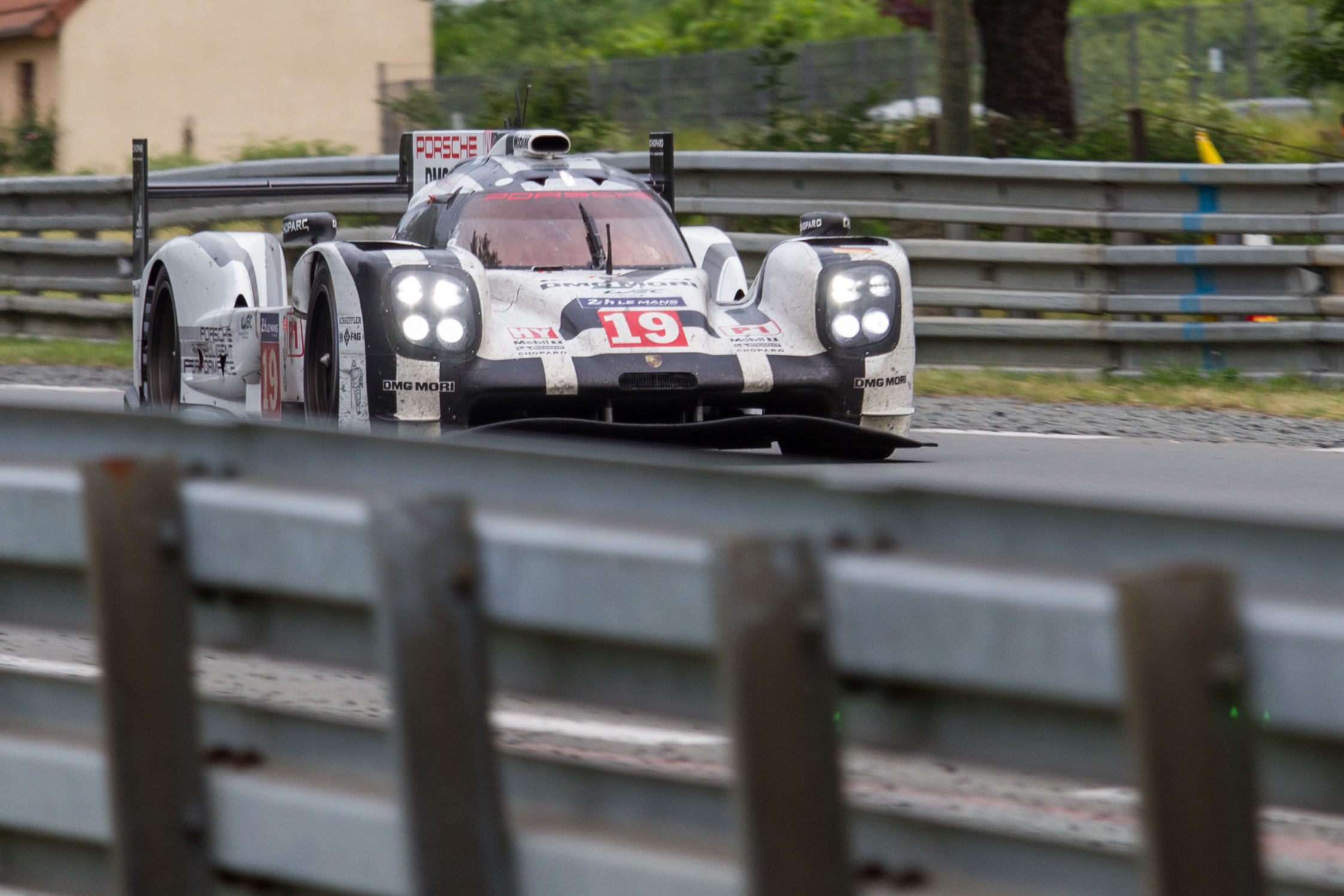
Автомобиль победителей гонки

Старт гонке в 15.00 по центральноевропейскому времени был дан французским триколором. Nissan № 23 из-за неисправности сцепления не смог своевременно занять место на стартовой решётке и был вынужден стартовать с пит-лейн после того, как остальные участники проехали 1 круг. Во время первого круга Тимо Бернхард обогнал Нила Яни, а во время второго три Audi обошли Porsche № 19. Разрывы в лидирующей шестёрке составляли несколько секунд, так как группа сумела оторваться от Toyota. На Nissan № 21 самопроизвольно открылась дверь и для её закрытия пришлось заехать в боксы. На исходе первого часа произошёл первый сход: на Porsche № 92 в начале первой шиканы из-за неисправности произошла утечка масла и начался пожар двигателя, а автомобиль закрутило. Управлявший Porsche Патрик Пиле продолжил движение и остановил автомобиль на обочине сразу после выхода из шиканы. Разлившееся масло стало причиной столкновения Rebellion № 13 и Strakka № 42, ехавших непосредственно за Porsche. Rebellion остался в гравийной ловушке, а Strakka смогла вернуться в боксы для ремонта.
В течение 22 минут, пока не было убрано пролившееся масло, на трассе находились автомобили безопасности. Когда они покинули трассу, Андре Лоттерер опередил два Porsche, выйдя в лидеры гонки, а Нико Хюлькенберг на Porsche № 19 обогнал два Audi и вышел на 4-е место. В классе LMP2 TDS Racing и KCMG смогли оторваться от ближайших преследователей на 40 с за счёт того, что во время нахождения на трассе автомобилей безопасности попали с ними в разные группы. После рестарта Ричард Брэдли на KCMG опередил Тристана Гомменди на TDS Racing и вернул утраченную во время старта лидирующую позицию в классе. Через некоторое время Лоттереру пришлось уступить лидерство Брендону Хартли на Porsche № 17 из-за прокола, вынудившего заехать на внеплановый пит-стоп. Лоик Дюваль перед началом медленной зоны в повороте Индианаполис догнал группу замедлившихся автомобилей классов LMGTE, занимавшую всю ширину трассы, и, пытаясь её объехать, выехал на травяную обочину справа. При этом он зацепил AF Corse № 51, потерял управление, пересёк трассу и врезался в ограждение, разбив носовой обтекатель. На период ремонта ограждения трассы вновь выехали автомобили безопасности. Дюваль смог добраться до боксов, ремонт автомобиля занял менее пяти минут, и Audi № 8 вернулась в гонку на 8-м месте.
Во время нахождения на трассе автомобилей безопасности некоторые гонщики столкнулись с серьёзными техническими проблемами: Ники Тиму на Aston Martin № 95 пришлось заехать в боксы для ремонта из-за течи в гидроусилителе руля, а ещё одна Porsche (на этот раз № 88 команды Proton Competition под управлением Кристиана Рида) сошла с дистанции из-за пожара двигателя, поэтому рестарт гонки пришлось отложить. KCMG удерживала лидерство в классе LMP2, опережая TDS Racing за автомобилями безопасности, после ухода которых с трассы продолжилась борьба между Corvette, Ferrari и двумя Aston Martin, победителем в которой стал Оливер Гевин на Corvette, оторвавшийся от своих преследователей. Riley Viper уступил своё лидерство в классе LMGTE Am Aston Martin № 98 и SMP Ferrari. После рестарта Брендон Хартли на Porsche № 17 удержал лидерство, однако к нему стремительно приближался Филипе Албукерке, установивший при этом новый абсолютный рекорд времени прохождения одного круга во время гонки, благодаря чему после пит-стопа Рене Раст смог выйти в лидеры.
На шестом часу гонки Гари Хирш на Greaves Motorsport остановился в повороте Эски из-за проблем с двигателем, а затем и вовсе покинул автомобиль после того, как не удалось починить сломанные клеммы аккумулятора. Ferrari № 71 пришлось остановиться в боксах из-за проблем со стартером и выбыть из борьбы за 1-е место в классе. В сгустившихся сумерках Ромен Дюма слишком поздно затормозил в повороте Мюльсан и врезался в барьер из покрышек. Затем он добрался до боксов, где выяснилось, что достаточно только заменить носовой обтекатель, однако вернулся в гонку на 5-м месте. Вскоре в том же месте Поль-Лу Шатен на Signatech Alpine также попал в аварию, что вызвало появление автомобилей безопасности уже в третий раз. Во время их нахождения на трассе сошёл с дистанции Роб Белл на Aston Martin № 97. После рестарта Хюлькенберг смог атаковать лидеров гонки, обогнав Уэббера на первом же круге после возобновления гонки, а потом — и Раста во время плановых пит-стопов. Через некоторое время Уэббер получил штраф в виде стоп-энд-гоу длительностью 1 минута за обгон, произведённый Брендоном Хартли в зоне действия жёлтых флагов. Nissan потеряла один из своих автомобилей: № 21 под управлением Цугио Мацуды остановился в повороте Арнаж и не смог продолжить движение: было разрушено крепление переднего колеса, повреждена подвеска и в очередной раз из программной ошибки вышел из строя механизм переключения передач. В это же время № 22 пришлось заехать в боксы на длительный ремонт после попадания в автомобиль обломков на трассе.
На 12-м часу гонки Андре Лоттерер обошёл Audi № 9 и вышел на 2-е место, возглавив погоню за лидирующим Porsche. Несколько команд в классах LMGTE, в том числе Aston Martin № 99 под управлением Фернандо Рееса, воспользовались возможностью заменить тормозные диски. После возврата на трассу Aston Martin № 99 не смог эффективно затормозить в первой шикане и врезался сзади в спортпрототип класса LMP2 команды TDS Racing, которые остался в гравийной ловушке, а сильно повреждённый Aston Martin смог добраться до боксов. На второе место в классе LMP2 вышел G-Drive № 26, отстававший от лидера в классе на 1 круг, в то время как лидирующая тройка в классе LMGTE Pro находилась в пределах одного круга. В ранние утренние часы Audi № 7 потерял занимаемое им второе место из-за разрушения обтекателя двигателя, на замену которого пришлось затратить семь минут.
Роальд Гёте на Aston Martin № 96 потерял управление и врезался в ограждение трассы после контакта с Porsche № 19 под управление Нико Хюлькенберга. При столкновении Гёте получил серьёзную травму (переломы двух позвонков) и ему потребовалась медицинская помощь, что привело к четвёртому выезду на трассу автомобилей безопасности. Оливер Терви на Jota Sport № 38 был в это время самым быстрым гонщиком в своём классе выйдя на третье место в LMP2. Corvette № 64 во время пребывания на трассе автомобилей безопасности заехал в боксы для ремонта тормозов, но после этого ему пришлось долго ждать, пока не загорится зелёный свет на выезде с пит-лейн, в результате чего лидерство в классе перешло к AF Corse № 51. После возобновления гонки Марк Уэббер обошёл Audi № 9 и вышел на 2-е место. На прямой старта-финиша была введена медленная зона после того, как требовалась эвакуация с трассы Strakka Dome № 42 из-за проблем с коробкой передач. В зоне действия двойных жёлтых флагов Audi № 7 вёл борьбу (вплоть до контакта) с лидирующим Porsche под управлением Ника Тэнди, за что впоследствии получил штраф в виде проезда по пит-лейн. Виктор Шайтар из-за сильного износа тормозов потерял управление в повороте Индианаполис, но смог погасить скорость и избежать серьёзных повреждений, однако застрял в гравийной ловушке, потеряв из-за этого два круга, сохранив при этом второе место в классе LMGTE Am.
Audi № 9 потерял темп после нескольких визитов в боксы из-за неисправности гибридной системы, в то время как Audi № 7 под управлением Андре Лоттерера со временем 3:17.476 в очередной раз побил рекорд прохождения круга. В боксах KCMG пришлось поволноваться после того, как Николя Лапьер ошибся в повороте Индианаполис, но после ремонта автомобиль сохранил лидирующую позицию. AF Corse № 51 замедлился на трассе, был вынужден заехать в боксы для ремонта коробки передач, пропустив при этом Corvette № 64 и AF Corse № 71 и переместившись на третье место в своём классе. Янн Марденборо остановил Nissan № 23 в поворотах Порше после того, так из-под капота повалил дым из-за неисправности коробки передач, таким образом, в гонке остался единственный Nissan. В заключительный час пошёл лёгкий дождь, который, впрочем, не был настолько силён, чтобы серьёзно повлиять на ход гонки. Пол Далла Лана на Aston Martin № 98, лидировавшем предыдущие 125 кругов за 45 минут до финиша не справился с управлением и разбил автомобиль, после чего гонку возглавил Ferrari № 72 команды SMP Racing.
Первым в гонке финишировал Нико Хюлькенберг на Porsche № 19, опередив на 1 круг Брендона Хартли на Porsche № 17. Лучшим представителем Audi, потерпевшей всего третье поражение, начиная с 2000 года, стал автомобиль № 7, занявший третье место с отставанием в два круга. Автомобили Toyota на этот раз не смогли ехать в темпе лидеров, лучший из них занял шестое место с отставанием в восемь кругов. Единственный финишировавший автомобиль Nissan не смог пройти достаточную дистанцию для того, чтобы быть классифицированным. В классе LMP2 убедительную победу одержала команда KCMG, на втором месте финишировала Jota Sport, в заключительный час гонки опередившая G-Drive. В классе LMGTE Pro Corvette № 64 смог удержать лидирующую позицию и одержать победу, которая для Оливера Гевина стала пятой в классе. Вслед за ним на подиуме расположились AF Corse № 71 и № 51. Сход Aston Martin № 98 позволил его преследователям в классе подняться на 1 ступеньку выше. Победил в классе LMGTE Am Ferrari № 72 команды SMP Racing, второе место заняла команда Dempsey-Proton Racing под руководством Патрика Демпси, третье — Scuderia Corsa.

### Результаты гонки
Победители в каждом классе выделены полужирным начертанием, участники чемпионата мира по автогонкам на выносливость выделены жёлтым цветом. Для того, чтобы быть классифицированным, необходимо было проехать не менее 70 % дистанции лидера (276 кругов).
| Позиция | Класс     | Номер | Команда                   | Гонщики                                            | Шасси                        | Шины | Круги |
| Позиция | Класс     | Номер | Команда                   | Гонщики                                            | Двигатель                    | Шины | Круги |
| ------- | --------- | ----- | ------------------------- | -------------------------------------------------- | ---------------------------- | ---- | ----- |
| 1       | LMP1      | 19    | Porsche Team              | Эрл Бамбер Ник Тэнди Нико Хюлькенберг              | Porsche 919 Hybrid           | M    | 395   |
| 1       | LMP1      | 19    | Porsche Team              | Эрл Бамбер Ник Тэнди Нико Хюлькенберг              | Porsche 2.0 L Turbo V4       | M    | 395   |
| 2       | LMP1      | 17    | Porsche Team              | Тимо Бернхард Брендон Хартли Марк Уэббер           | Porsche 919 Hybrid           | M    | 394   |
| 2       | LMP1      | 17    | Porsche Team              | Тимо Бернхард Брендон Хартли Марк Уэббер           | Porsche 2.0 L Turbo V4       | M    | 394   |
| 3       | LMP1      | 7     | Audi Sport Team Joest     | Андре Лоттерер Марсель Фесслер Бенуа Трелуйе       | Audi R18 e-tron quattro      | M    | 393   |
| 3       | LMP1      | 7     | Audi Sport Team Joest     | Андре Лоттерер Марсель Фесслер Бенуа Трелуйе       | Audi 4.0 L Turbo Diesel V6   | M    | 393   |
| 4       | LMP1      | 8     | Audi Sport Team Joest     | Лоик Дюваль Лукас ди Грасси Оливер Джарвис         | Audi R18 e-tron quattro      | M    | 392   |
| 4       | LMP1      | 8     | Audi Sport Team Joest     | Лоик Дюваль Лукас ди Грасси Оливер Джарвис         | Audi 4.0 L Turbo Diesel V6   | M    | 392   |
| 5       | LMP1      | 18    | Porsche Team              | Марк Либ Ромен Дюма Нил Яни                        | Porsche 919 Hybrid           | M    | 391   |
| 5       | LMP1      | 18    | Porsche Team              | Марк Либ Ромен Дюма Нил Яни                        | Porsche 2.0 L Turbo V4       | M    | 391   |
| 6       | LMP1      | 2     | Toyota Racing             | Александр Вурц Стефан Сарразан Майк Конвей         | Toyota TS040 Hybrid          | M    | 387   |
| 6       | LMP1      | 2     | Toyota Racing             | Александр Вурц Стефан Сарразан Майк Конвей         | Toyota 3.7 L V8              | M    | 387   |
| 7       | LMP1      | 9     | Audi Sport Team Joest     | Марко Бонаноми Филипе Албукерке Рене Раст          | Audi R18 e-tron quattro      | M    | 387   |
| 7       | LMP1      | 9     | Audi Sport Team Joest     | Марко Бонаноми Филипе Албукерке Рене Раст          | Audi 4.0 L Turbo Diesel V6   | M    | 387   |
| 8       | LMP1      | 1     | Toyota Racing             | Энтони Дэвидсон Себастьен Буэми Кадзуки Накадзима  | Toyota TS040 Hybrid          | M    | 386   |
| 8       | LMP1      | 1     | Toyota Racing             | Энтони Дэвидсон Себастьен Буэми Кадзуки Накадзима  | Toyota 3.7 L V8              | M    | 386   |
| 9       | LMP2      | 47    | KCMG                      | Мэттью Хаусон Ричард Брэдли Николя Лапьер          | Oreca 05                     | D    | 358   |
| 9       | LMP2      | 47    | KCMG                      | Мэттью Хаусон Ричард Брэдли Николя Лапьер          | Nissan VK45DE 4.5 L V8       | D    | 358   |
| 10      | LMP2      | 38    | Jota Sport                | Саймон Долан Оливер Терви Митч Эванс               | Gibson 015S                  | D    | 358   |
| 10      | LMP2      | 38    | Jota Sport                | Саймон Долан Оливер Терви Митч Эванс               | Nissan VK45DE 4.5 L V8       | D    | 358   |
| 11      | LMP2      | 26    | G-Drive Racing            | Роман Русинов Жюльен Каналь Сэм Бёрд               | Ligier JS P2                 | D    | 358   |
| 11      | LMP2      | 26    | G-Drive Racing            | Роман Русинов Жюльен Каналь Сэм Бёрд               | Nissan VK45DE 4.5 L V8       | D    | 358   |
| 12      | LMP2      | 28    | G-Drive Racing            | Густаво Якаман Рикардо Гонсалес Пипо Дерани        | Ligier JS P2                 | D    | 354   |
| 12      | LMP2      | 28    | G-Drive Racing            | Густаво Якаман Рикардо Гонсалес Пипо Дерани        | Nissan VK45DE 4.5 L V8       | D    | 354   |
| 13      | LMP2      | 48    | Murphy Prototypes         | Натанаэль Бертон Карун Чандхок Марк Паттерсон      | Oreca 03R                    | D    | 347   |
| 13      | LMP2      | 48    | Murphy Prototypes         | Натанаэль Бертон Карун Чандхок Марк Паттерсон      | Nissan VK45DE 4.5 L V8       | D    | 347   |
| 14      | LMP2      | 27    | SMP Racing                | Маурицио Медиани Дэвид Маркозов Николя Минасян     | BR Engineering BR01          | M    | 340   |
| 14      | LMP2      | 27    | SMP Racing                | Маурицио Медиани Дэвид Маркозов Николя Минасян     | Nissan VK45DE 4.5 L V8       | M    | 340   |
| 15      | LMP2      | 31    | Extreme Speed Motorsports | Эд Браун Йоханнес ван Овербек Джон Фогарти         | Ligier JS P2                 | D    | 339   |
| 15      | LMP2      | 31    | Extreme Speed Motorsports | Эд Браун Йоханнес ван Овербек Джон Фогарти         | Honda HR28TT 2.8 L Turbo V6  | D    | 339   |
| 16      | LMP2      | 45    | Ibañez Racing             | Хосе Ибаньес Пьер Перре Иван Белароза              | Oreca 03R                    | D    | 337   |
| 16      | LMP2      | 45    | Ibañez Racing             | Хосе Ибаньес Пьер Перре Иван Белароза              | Nissan VK45DE 4.5 L V8       | D    | 337   |
| 17      | LMGTE Pro | 64    | Corvette Racing-GM        | Оливер Гевин Томми Милнер Джордан Тейлор           | Chevrolet Corvette C7.R      | M    | 337   |
| 17      | LMGTE Pro | 64    | Corvette Racing-GM        | Оливер Гевин Томми Милнер Джордан Тейлор           | Chevrolet 5.5 L V8           | M    | 337   |
| 18      | LMP1      | 13    | Rebellion Racing          | Александр Императори Доминик Крайхамер Даниель Абт | Rebellion R-One              | M    | 336   |
| 18      | LMP1      | 13    | Rebellion Racing          | Александр Императори Доминик Крайхамер Даниель Абт | AER P60 2.4 L Turbo V6       | M    | 336   |
| 19      | LMP2      | 29    | Pegasus Racing            | Лео Руссель Тун Хопинь Дэвид Чен                   | Morgan LMP2                  | M    | 334   |
| 19      | LMP2      | 29    | Pegasus Racing            | Лео Руссель Тун Хопинь Дэвид Чен                   | Nissan VK45DE 4.5 L V8       | M    | 334   |
| 20      | LMGTE Am  | 72    | SMP Racing                | Виктор Шайтар Алексей Басов Андреа Бертолини       | Ferrari 458 Italia GT2       | M    | 332   |
| 20      | LMGTE Am  | 72    | SMP Racing                | Виктор Шайтар Алексей Басов Андреа Бертолини       | Ferrari 4.5 L V8             | M    | 332   |
| 21      | LMGTE Pro | 71    | AF Corse                  | Давиде Ригон Джеймс Каладо Оливье Беретта          | Ferrari 458 Italia GT2       | M    | 332   |
| 21      | LMGTE Pro | 71    | AF Corse                  | Давиде Ригон Джеймс Каладо Оливье Беретта          | Ferrari 4.5 L V8             | M    | 332   |
| 22      | LMGTE Am  | 77    | Dempsey-Proton Racing     | Патрик Демпси Патрик Лонг Марко Зефрид             | Porsche 911 RSR              | M    | 331   |
| 22      | LMGTE Am  | 77    | Dempsey-Proton Racing     | Патрик Демпси Патрик Лонг Марко Зефрид             | Porsche 4.0 L Flat-6         | M    | 331   |
| 23      | LMP1      | 12    | Rebellion Racing          | Николя Прост Ник Хайдфельд Матиас Беш              | Rebellion R-One              | M    | 330   |
| 23      | LMP1      | 12    | Rebellion Racing          | Николя Прост Ник Хайдфельд Матиас Беш              | AER P60 2.4 L Turbo V6       | M    | 330   |
| 24      | LMGTE Am  | 62    | Scuderia Corsa            | Билл Свидлер Таунсенд Белл Джефф Сигал             | Ferrari 458 Italia GT2       | M    | 330   |
| 24      | LMGTE Am  | 62    | Scuderia Corsa            | Билл Свидлер Таунсенд Белл Джефф Сигал             | Ferrari 4.5 L V8             | M    | 330   |
| 25      | LMGTE Pro | 51    | AF Corse                  | Джанмария Бруни Джанкарло Физикелла Тони Виландер  | Ferrari 458 Italia GT2       | M    | 330   |
| 25      | LMGTE Pro | 51    | AF Corse                  | Джанмария Бруни Джанкарло Физикелла Тони Виландер  | Ferrari 4.5 L V8             | M    | 330   |
| 26      | LMGTE Am  | 83    | AF Corse                  | Франсуа Перродо Эммануэль Коллар Руй Агуаш         | Ferrari 458 Italia GT2       | M    | 330   |
| 26      | LMGTE Am  | 83    | AF Corse                  | Франсуа Перродо Эммануэль Коллар Руй Агуаш         | Ferrari 4.5 L V8             | M    | 330   |
| 27      | LMGTE Pro | 95    | Aston Martin Racing       | Кристоффер Нюгор Ники Тим Марко Соренсен           | Aston Martin V8 Vantage GTE  | M    | 330   |
| 27      | LMGTE Pro | 95    | Aston Martin Racing       | Кристоффер Нюгор Ники Тим Марко Соренсен           | Aston Martin 4.5 L V8        | M    | 330   |
| 28      | LMP2      | 30    | Extreme Speed Motorsports | Скотт Шарп Райан Дил Давид Хейнемейер Ханссон      | Ligier JS P2                 | D    | 329   |
| 28      | LMP2      | 30    | Extreme Speed Motorsports | Скотт Шарп Райан Дил Давид Хейнемейер Ханссон      | Honda HR28TT 2.8 L Turbo V6  | D    | 329   |
| 29      | LMP2      | 35    | OAK Racing                | Жак Николе Жан-Марк Мерлен Эрик Мари               | Ligier JS P2                 | D    | 328   |
| 29      | LMP2      | 35    | OAK Racing                | Жак Николе Жан-Марк Мерлен Эрик Мари               | Nissan VK45DE 4.5 L V8       | D    | 328   |
| 30      | LMGTE Pro | 91    | Porsche Team Manthey      | Рихард Лиц Микаэль Кристенсен Йорг Бергмайстер     | Porsche 911 RSR              | M    | 327   |
| 30      | LMGTE Pro | 91    | Porsche Team Manthey      | Рихард Лиц Микаэль Кристенсен Йорг Бергмайстер     | Porsche 4.0 L Flat-6         | M    | 327   |
| 31      | LMGTE Am  | 61    | AF Corse                  | Питер Эшли Манн Рафаэле Джаммария Матео Крессони   | Ferrari 458 Italia GT2       | M    | 326   |
| 31      | LMGTE Am  | 61    | AF Corse                  | Питер Эшли Манн Рафаэле Джаммария Матео Крессони   | Ferrari 4.5 L V8             | M    | 326   |
| 32      | LMP2      | 40    | Krohn Racing              | Трейси Крон Никлас Йонссон Жуан Барбоза            | Ligier JS P2                 | M    | 323   |
| 32      | LMP2      | 40    | Krohn Racing              | Трейси Крон Никлас Йонссон Жуан Барбоза            | Judd HK 3.6 L V8             | M    | 323   |
| 33      | LMP2      | 37    | SMP Racing                | Михаил Алёшин Кирилл Ладыгин Антон Ладыгин         | BR Engineering BR01          | M    | 322   |
| 33      | LMP2      | 37    | SMP Racing                | Михаил Алёшин Кирилл Ладыгин Антон Ладыгин         | Nissan VK45DE 4.5 L V8       | M    | 322   |
| 34      | LMGTE Pro | 99    | Aston Martin Racing V8    | Фернандо Реес Алекс Макдоуэлл Ричи Стенэвей        | Aston Martin V8 Vantage GTE  | M    | 320   |
| 34      | LMGTE Pro | 99    | Aston Martin Racing V8    | Фернандо Реес Алекс Макдоуэлл Ричи Стенэвей        | Aston Martin 4.5 L V8        | M    | 320   |
| 35      | LMGTE Am  | 68    | Team AAI                  | Чень Ханьчень Жиль Ваннеле Майк Паризи             | Porsche 911 RSR              | M    | 320   |
| 35      | LMGTE Am  | 68    | Team AAI                  | Чень Ханьчень Жиль Ваннеле Майк Паризи             | Porsche 4.0 L Flat-6         | M    | 320   |
| 36      | LMGTE Am  | 66    | JMW Motorsport            | Куба Гермазяк Майкл Авенатти Абдулазиз аль-Файсал  | Ferrari 458 Italia GT2       | D    | 320   |
| 36      | LMGTE Am  | 66    | JMW Motorsport            | Куба Гермазяк Майкл Авенатти Абдулазиз аль-Файсал  | Ferrari 4.5 L V8             | D    | 320   |
| 37      | LMGTE Am  | 67    | Team AAI                  | Чень Чжуньсань Ксавьер Массен Алекс Кападия        | Porsche 911 GT3 RSR          | M    | 316   |
| 37      | LMGTE Am  | 67    | Team AAI                  | Чень Чжуньсань Ксавьер Массен Алекс Кападия        | Porsche 4.0 L Flat-6         | M    | 316   |
| НК      | LMGTE Am  | 98    | Aston Martin Racing       | Пол Далла Лана Педру Лами Матиас Лауда             | Aston Martin V8 Vantage GTE  | M    | 321   |
| НК      | LMGTE Am  | 98    | Aston Martin Racing       | Пол Далла Лана Педру Лами Матиас Лауда             | Aston Martin 4.5 L V8        | M    | 321   |
| НК      | LMP1      | 22    | Nissan Motorsports        | Гарри Тинкнелл Алекс Банкомб Михаэль Крумм         | Nissan GT-R LM Nismo         | M    | 242   |
| НК      | LMP1      | 22    | Nissan Motorsports        | Гарри Тинкнелл Алекс Банкомб Михаэль Крумм         | Nissan VRX30A 3.0 L Turbo V6 | M    | 242   |
| НФ      | LMP2      | 34    | OAK Racing                | Крис Камминг Кевин Эстр Лауренс Вантор             | Ligier JS P2                 | D    | 329   |
| НФ      | LMP2      | 34    | OAK Racing                | Крис Камминг Кевин Эстр Лауренс Вантор             | Honda HR28TT 2.8 L Turbo V6  | D    | 329   |
| НФ      | LMGTE Am  | 53    | Riley Motorsports-TI Auto | Йерун Блекемолен Бен Китинг Марк Миллер            | Dodge Viper SRT GTS-R        | M    | 304   |
| НФ      | LMGTE Am  | 53    | Riley Motorsports-TI Auto | Йерун Блекемолен Бен Китинг Марк Миллер            | Dodge 8.0 L V10              | M    | 304   |
| НФ      | LMP2      | 42    | Strakka Racing            | Ник Левентис Джонни Кейн Денни Уоттс               | Strakka Dome S103            | M    | 264   |
| НФ      | LMP2      | 42    | Strakka Racing            | Ник Левентис Джонни Кейн Денни Уоттс               | Nissan VK45DE 4.5 L V8       | M    | 264   |
| НФ      | LMGTE Am  | 55    | AF Corse                  | Дункан Кэмерон Алекс Мортимер Мэтт Гриффин         | Ferrari 458 Italia GT2       | M    | 241   |
| НФ      | LMGTE Am  | 55    | AF Corse                  | Дункан Кэмерон Алекс Мортимер Мэтт Гриффин         | Ferrari 4.5 L V8             | M    | 241   |
| НФ      | LMP1      | 23    | Nissan Motorsports        | Макс Чилтон Янн Марденборо Оливье Пла              | Nissan GT-R LM Nismo         | M    | 234   |
| НФ      | LMP1      | 23    | Nissan Motorsports        | Макс Чилтон Янн Марденборо Оливье Пла              | Nissan VRX30A 3.0 L Turbo V6 | M    | 234   |
| НФ      | LMP2      | 46    | Thiriet by TDS Racing     | Пьер Тирье Людовик Баде Тристан Гомменди           | Oreca 05                     | D    | 204   |
| НФ      | LMP2      | 46    | Thiriet by TDS Racing     | Пьер Тирье Людовик Баде Тристан Гомменди           | Nissan VK45DE 4.5 L V8       | D    | 204   |
| НФ      | LMGTE Am  | 96    | Aston Martin Racing       | Роальд Гёте Стюарт Холл Франческо Кастеллаччи      | Aston Martin V8 Vantage GTE  | M    | 187   |
| НФ      | LMGTE Am  | 96    | Aston Martin Racing       | Роальд Гёте Стюарт Холл Франческо Кастеллаччи      | Aston Martin 4.5 L V8        | M    | 187   |
| НФ      | LMP2      | 43    | Team SARD Morand          | Пьер Раг Оливер Уэбб Зоэль Амберг                  | Morgan LMP2 Evo              | D    | 162   |
| НФ      | LMP2      | 43    | Team SARD Morand          | Пьер Раг Оливер Уэбб Зоэль Амберг                  | SARD 3.6 L V8                | D    | 162   |
| НФ      | LMP1      | 21    | Nissan Motorsports        | Цугио Мацуда Лукас Ордоньес Марк Шульжицкий        | Nissan GT-R LM Nismo         | M    | 115   |
| НФ      | LMP1      | 21    | Nissan Motorsports        | Цугио Мацуда Лукас Ордоньес Марк Шульжицкий        | Nissan VRX30A 3.0 L Turbo V6 | M    | 115   |
| НФ      | LMP2      | 36    | Signatech Alpine          | Нельсон Панчьятичи Поль-Лу Шатен Венсан Капийер    | Alpine A450b                 | D    | 110   |
| НФ      | LMP2      | 36    | Signatech Alpine          | Нельсон Панчьятичи Поль-Лу Шатен Венсан Капийер    | Nissan VK45DE 4.5 L V8       | D    | 110   |
| НФ      | LMGTE Pro | 97    | Aston Martin Racing       | Даррен Тернер Штефан Мюке Роб Белл                 | Aston Martin V8 Vantage GTE  | M    | 110   |
| НФ      | LMGTE Pro | 97    | Aston Martin Racing       | Даррен Тернер Штефан Мюке Роб Белл                 | Aston Martin 4.5 L V8        | M    | 110   |
| НФ      | LMGTE Am  | 50    | Larbre Compétition        | Джанлука Рода Пало Руберти Кристиан Поульсен       | Chevrolet Corvette C7.R      | M    | 94    |
| НФ      | LMGTE Am  | 50    | Larbre Compétition        | Джанлука Рода Пало Руберти Кристиан Поульсен       | Chevrolet 5.5 L V8           | M    | 94    |
| НФ      | LMP2      | 41    | Greaves Motorsport        | Гари Хирш Джон Ланкастер Гаэтан Палету             | Gibson 015S                  | D    | 71    |
| НФ      | LMP2      | 41    | Greaves Motorsport        | Гари Хирш Джон Ланкастер Гаэтан Палету             | Nissan VK45DE 4.5 L V8       | D    | 71    |
| НФ      | LMGTE Am  | 88    | Abu Dhabi-Proton Racing   | Кристиан Рид Клаус Бахлер Халед аль-Кубайси        | Porsche 911 RSR              | M    | 44    |
| НФ      | LMGTE Am  | 88    | Abu Dhabi-Proton Racing   | Кристиан Рид Клаус Бахлер Халед аль-Кубайси        | Porsche 4.0 L Flat-6         | M    | 44    |
| НФ      | LMGTE Pro | 92    | Porsche Team Manthey      | Патрик Пиле Фредерик Маковецки Вольф Хенцлер       | Porsche 911 RSR              | M    | 14    |
| НФ      | LMGTE Pro | 92    | Porsche Team Manthey      | Патрик Пиле Фредерик Маковецки Вольф Хенцлер       | Porsche 4.0 L Flat-6         | M    | 14    |
| НС      | LMGTE Pro | 63    | Corvette Racing-GM        | Ян Магнуссен Антонио Гарсиа Райан Бриско           | Chevrolet Corvette C7.R      | M    | —     |
| НС      | LMGTE Pro | 63    | Corvette Racing-GM        | Ян Магнуссен Антонио Гарсиа Райан Бриско           | Chevrolet 5.5 L V8           | M    | —     |
| ИСК     | LMP1      | 4     | Team ByKolles             | Симон Труммер Пьер Каффер Тьягу Монтейру           | CLM P1/01                    | M    | —     |
| ИСК     | LMP1      | 4     | Team ByKolles             | Симон Труммер Пьер Каффер Тьягу Монтейру           | AER P60 2.4 L Turbo V6       | M    | —     |

## Комментарии
1. 1 2 3 4 5 6 7  Экипаж потерял места на старте, так как не показал время в пределах 110 % результата победителя квалификации в своём классе[33].
2. ↑  Комментарий Лоика Дюваля[38]:

Я был в начале круга, когда мне сказали по радио, что впереди на трассе «медленная» зона в районе поворота Индианаполис. Но когда я добрался до конца прямой Мюльсан, поступили новые данные: трасса освобождена, сбрасывать скорость не надо. Когда я приблизился к Индианапоису, на экранах ещё были жёлтые мигающие сигналы. Однако реальные люди на судейских постах размахивали зелёными флагами. На пилотских брифингах нам всем множество раз повторяли, что в таких спорных ситуациях надо следовать указаниям судей. Так что, видя зелёные флаги и принимая во внимание переданную мне информацию, я просто продолжил движение в обычном гоночном темпе. Но вдруг парни, что были прямо передо мной, резко сбросили скорость. Они занимали всю ширину трассы, и деваться мне было просто некуда. Думаю, остановился кто-то один, за ним стали тормозить другие, машины оказались рядом, заняв всю ширину асфальта. Я приближался на высокой скорости, и шансов что-то придумать не оставалось. Зелёные флаги появились в руках судей практически в тот самый момент, когда пилоты GT проезжали мимо. Возможно, кто-то не знает правила, или их смутили мигающие жёлтые огни. Но сам я четко понимал, что происходит. Полагаю, нам просто не повезло. Такие вещи невозможно предвидеть, и сделать что-то было невозможно.
3. ↑  Комментарий Роальда Гёте[52]:

Хотя может показаться, что я потерял контроль над машиной, но на самом деле мой автомобиль зацепила Porsche. Он допустил контакт, отправив меня на обочину, из-за чего я и врезался в стену. При проведении обгона он ещё не отъехал от меня на достаточное расстояние. Конечно, это не было сделано преднамеренно, но результата это не меняет. Между правым задним колесом его машины и моим левым передним произошёл контакт – как раз в тот момент, когда я повернул руль влево. На такой скорости этого хватило для того, чтобы я вылетел на обочину и врезался в стену. Хюлькенбергу стоило дождаться выхода из поворота. Это стоило бы ему полсекунды, максимум секунду. На тот момент он уверенно лидировал в гонке.
4. ↑  Не классифицирован, так как не завершил финальный круг.
5. ↑  Не классифицирован, так как финишировал, но не прошёл 70 % дистанции победителя.
6. ↑  Повреждения, полученные в результате аварии во время второй квалификации, невозможно было устранить к началу гонки[24].
7. ↑  Результат был исключён из протокола, так как команда в нарушение регламента не использовала дополнительный балласт при средней заявленной массе гонщиков менее 176 фунтов (около 80 кг). До исключения команда не была классифицирована, так как прошла менее 70 % дистанции победителя (260 кругов)[69].